# صنوبر تايواني
الصنوبر التايواني  نوع نباتي شجري من جُنيس الصنوبر الحقيقي يتبع الفصيلة الصنوبرية. ينتشر فقط في تايوان.